# سیلاب گرفت گرد ویرانه عمر
رباعی با مطلع «سیلاب گرفت گِرد ویرانهٔ عمر»، رباعی شماره ۲۰ از دیوان حافظ به تصحیح قاسم غنی و محمد قزوینی است.

## شعر
سیلاب گرفت گِرد ویرانهٔ عمر
واغاز پری نهاد پیمانهٔ عمر
بیدار شو ای خواجه که خوش خوش بکشد
حمّال زمانه رخت از خانهٔ عمر